# Coupe de l'EHF masculine 1999-2000
Navigation
Coupe de l'EHF 1998-1999 Coupe de l'EHF 2000-2001
La Coupe de l'EHF 1999-2000 est la 19e édition de la Coupe de l'EHF masculine.
Organisée par la Fédération européenne de handball (EHF), la compétition est ouverte en 1999-2000 à 29 clubs de handball d'associations membres de l'EHF. Ces clubs sont qualifiés en fonction de leurs résultats dans leur pays d'origine lors de la saison 1998-1999.
La compétition est remportée pour la première fois par le club croate du RK Metković, vainqueur en finale du SG Flensburg-Handewitt.

## Résultats

### Seizièmes de finale
Les matchs se sont déroulés du 2 au 10 octobre 1999 :
| Équipe 1                 | Score   | Équipe 2                  | Aller   | Retour  |
| ------------------------ | ------- | ------------------------- | ------- | ------- |
| RK Metković              | 46 – 39 | Pallamano Rubiera         | 24 – 20 | 22 – 19 |
| RK Bosna Visoko          | 65 – 43 | SKA Minsk                 | 31 – 27 | 34 – 16 |
| BM Ciudad Real           | 97 – 28 | HC Mamuli Tbilissi        | 50 – 11 | 47 – 17 |
| RK Mladost Bogdanci      | 57 – 54 | Šiauliai Universitetas    | 34 – 25 | 23 – 29 |
| TSV St. Otmar Saint-Gall | 58 – 64 | RK Slovenj Gradec         | 30 – 27 | 28 – 37 |
| Lokomotiv Tcheliabinsk   | 37 – 41 | Panellínios Athènes       | 20 – 24 | 17 – 17 |
| Viking HK Stavanger      | 48 – 39 | HC Linz AG                | 23 – 14 | 25 – 25 |
| SC Pick Szeged           | 57 – 46 | Alingsås HK               | 33 – 20 | 24 – 26 |
| Diyarbakir Polis Gucu    | 52 – 48 | Sporting Neerpelt         | 27 – 26 | 25 – 22 |
| SKP Frýdek-Místek        | 51 – 57 | RK Lovćen Cetinje         | 28 – 23 | 23 – 34 |
| Chambéry Savoie Handball | 45 – 47 | ABC Braga                 | 21 – 25 | 24 – 22 |
| KS Warszawianka          | 49 – 34 | Chakhtar Akademia Donetsk | 27 – 21 | 22 – 13 |
| GO Gudme                 | 52 – 44 | Fibrex Săvinești          | 31 – 21 | 21 – 23 |
| HC Berchem               | 41 – 59 | HV Aalsmeer               | 25 – 31 | 16 – 28 |

### Huitièmes de finale
Les matchs se sont déroulés du 13 au 21 novembre 1999 :
| Équipe 1              | Score    | Équipe 2               | Aller   | Retour  |
| --------------------- | -------- | ---------------------- | ------- | ------- |
| RK Bosna Visoko       | 44 – 48  | RK Metković            | 23 – 22 | 21 – 26 |
| RK Mladost Bogdanci   | 47 – 57  | BM Ciudad Real         | 17 – 27 | 30 – 30 |
| RK Slovenj Gradec     | 57 – 49  | Panellínios Athènes    | 32 – 21 | 25 – 28 |
| SC Pick Szeged        | 56 – 56* | Viking HK Stavanger    | 31 – 29 | 25 – 27 |
| Diyarbakir Polis Gucu | 44 – 64  | RK Lovćen Cetinje      | 20 – 32 | 24 – 32 |
| ABC Braga             | 49 – 47  | SC Magdebourg          | 26 – 23 | 23 – 24 |
| KS Warszawianka       | 46 – 56  | GO Gudme               | 22 – 31 | 24 – 25 |
| HV Aalsmeer           | 41 – 66  | SG Flensburg-Handewitt | 23 – 29 | 18 – 37 |

* : Viking HK Stavanger est vainqueur au bénéfice des buts marqués à l'extérieur

### Quarts de finale
Les matchs se sont déroulés du 19 au 27 février 2000 :
| Équipe 1               | Score   | Équipe 2          | Aller   | Retour  |
| ---------------------- | ------- | ----------------- | ------- | ------- |
| RK Metković            | 50 – 49 | BM Ciudad Real    | 22 – 20 | 28 – 29 |
| Viking HK Stavanger    | 51 – 62 | RK Slovenj Gradec | 24 – 31 | 27 – 31 |
| ABC Braga              | 50 – 46 | RK Lovćen Cetinje | 26 – 21 | 24 – 25 |
| SG Flensburg-Handewitt | 52 – 46 | GO Gudme          | 28 – 24 | 24 – 22 |

### Demi-finales
Les matchs se sont déroulés du 18 au 26 mars 2000 :
| Équipe 1          | Score   | Équipe 2               | Aller   | Retour  |
| ----------------- | ------- | ---------------------- | ------- | ------- |
| RK Slovenj Gradec | 48 – 50 | RK Metković            | 29 – 26 | 19 – 24 |
| ABC Braga         | 45 – 46 | SG Flensburg-Handewitt | 27 – 23 | 18 – 23 |

### Finale
Les matchs se sont déroulés le 22 avril à Metković et le 26 avril 2000 à Flensbourg :
| Équipe 1    | Score    | Équipe 2               | Aller   | Retour  |
| ----------- | -------- | ---------------------- | ------- | ------- |
| RK Metković | 47E – 47 | SG Flensburg-Handewitt | 24 – 22 | 23 – 25 |

Le RK Metković Jambo est déclaré vainqueur selon la règle des buts marqués à l'extérieur.

## Les champions d'Europe
| Champion d'Europe - Coupe de l'EHF 1999-2000 RK Metković 1er titre |

L'effectif du RK Metković était, :
- Mario Bjeliš
- Goran Carapina
- Davor Dominiković
- Darko Družijanić
- Slavko Goluža
- Dario Jagić
- Goran Jerković
- Dragan Jurković
- Nikša Kaleb
- Karlo Karabatić
- Siniša Markota
- Zdravko Medić
- Petar Metličić
- Ivica Obrvan
- Ivica Odak
- Nikola Prce (en)
- Rolando Pušnik (en)
- Renato Sršen
- György Zsigmond

Entraîneur
- Ivica Obrvan